# مريم هرنانديز
مريم هرنانديز (بالإسبانية: Mariam Hernández)‏ هي ممثلة إسبانية، ولدت يوم 25 أبريل 1983 في فويرتيفنتورا في إسبانيا.

## روابط خارجية
- مريم هرنانديز على موقع IMDb (الإنجليزية)
- مريم هرنانديز على موقع قاعدة بيانات الفيلم (الإنجليزية)